# Brevivulva
Brevivulva is een geslacht van vliesvleugeligen uit de familie Eupelmidae. De wetenschappelijke naam van dit geslacht is voor het eerst geldig gepubliceerd in 2009 door Gibson.

## Soorten
Het geslacht Brevivulva is monotypisch en omvat slechts de volgende soort:
- Brevivulva electroma Gibson, 2009